# فریدرایش-ویلهلم-لوبک-کووگ
فریدرایش-ویلهلم-لوبک-کووگ (به آلمانی: Friedrich-Wilhelm-Lübke-Koog) یک پولدر و شهر در آلمان است که در نوردفرایسلند واقع شده‌است.
 فریدرایش-ویلهلم-لوبک-کووگ  ۱۵۷ نفر جمعیت دارد.